# مووس (بادن-وورتمبرگ)
مووس (به آلمانی: Moos) یک شهر در آلمان است که در کونشتانتس واقع شده‌است. مووس ۳٬۲۰۱ نفر جمعیت دارد.